# 1080i
1080i是一種高清電視信号格式，「1080」表示垂直方向有1080條水平掃描線，「i」表示採用交錯式掃描視訊顯示方式（interlaced scan）。
1080i先掃描單數的垂直畫面，再掃描雙數的垂直畫面，故只需要1080p一半的頻寬，但是碰到高速移動的物體時，物體周圍就有晃動現象。早期的高清晰度電視都是這種規格，因為早期的頻寬較小，無法一次送出全部，故用這種方式一次送一半來減少頻寬。
1080p為逐行掃描（progressive scan），是因現在頻寬較大而延伸出來的傳輸方式。

## 應用

### 電視
目前大多數數位高畫質電視的頻道都是以1080i的格式播出，部分高清体育频道则因隔行扫描的局限而选用720p或1080p。